# Tricuspes
Tricuspes ist eine ausgestorbene Gattung der Cynodontia aus der Obertrias (Rhaetium) von Europa. Bisher sind lediglich isoliert gefundene Zähne bekannt, die aus verschiedenen Fundstellen in Deutschland (Baden-Württemberg), Frankreich (Saint-Nicolas-de-Port) und der Schweiz (Kanton Schaffhausen) stammen. Die systematische Stellung dieser Gattung ist unklar. Es handelt sich entweder um einen frühen Vertreter der Säugetiere (Mammalia) oder um einen nahe mit den Säugetieren verwandten Cynodontier. Häufig wurde die Gattung der Dromatheriidae zugeschrieben, einer Gruppe der Cynodontia, die von vielen heutigen Forschern jedoch als paraphyletisch und damit ungültig betrachtet wird.
Bisher sind drei Arten dieser Gattung beschrieben worden: Die Typusart Tricuspes tubingensis (Erika von Huene, 1933), Tricuspes sigogneauae (Hahn et al., 1994) und Tricuspes tapeinodon (Godefroit und Battail, 1997).

## Merkmale
Die Gattung ist von Backenzähnen bekannt. Die Zahnkronen sind meist zwischen 2 und 3 Millimeter lang und zwischen 1 und 2 Millimeter hoch. Sie bestehen aus drei bis vier Spitzen (tricuspate bzw. tetracuspate), die gegeneinander V-förmig angeordnet sind. Die Zahnwurzel ist auf ganzer Länge zweigeteilt, wobei beide Teile eng beisammenliegen.